# Chalcotropis caeruleus
Chalcotropis caeruleus är en spindelart som först beskrevs av Karsch 1880.  Chalcotropis caeruleus ingår i släktet Chalcotropis och familjen hoppspindlar. Inga underarter finns listade i Catalogue of Life.